# Poikam
Poikam ist ein Ortsteil der Gemeinde Bad Abbach im niederbayerischen Landkreis Kelheim.
Das Kirchdorf liegt am linken Ufer der Donau, etwa zweieinhalb Kilometer westlich des Hauptorts an der Bahnstrecke Regensburg–Ingolstadt. Hier liegt das Kraftwerk Bad Abbach und beginnt der Kanal der Schleuse Bad Abbach.
Von 1818 bis 1971 war Poikam eine eigenständige politische Gemeinde. Am 1. Januar 1972 erfolgte die Umgliederung nach Bad Abbach.

## Söhne und Töchter des Orts
- Karl Kindsmüller (1876–1955), deutscher Kirchenmusiker, Priester und Gymnasiallehrer